# Zsigmond Simonyi

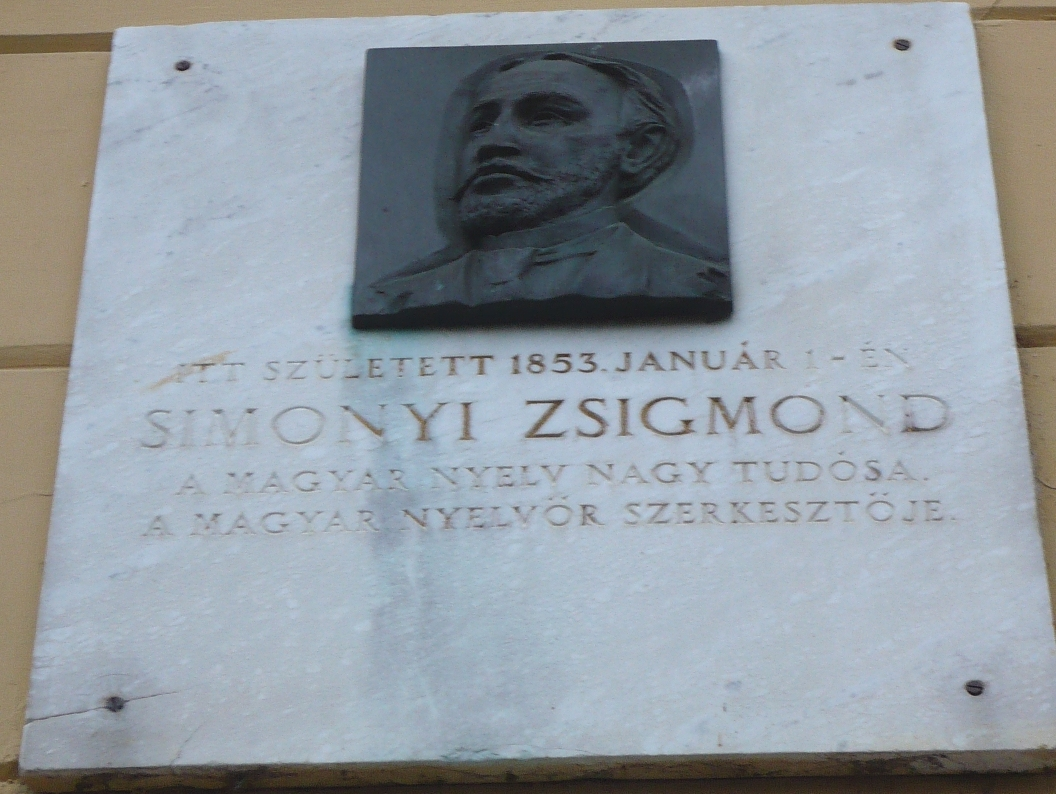
Minnestavla i Veszprém

Zsigmond Simonyi, född 1 januari 1853 i Veszprém, död 22 november 1919 i Budapest, var en ungersk språkforskare. 
Simonyi var från 1885 professor i ungerska språket vid Budapests universitet, Han utövade en utomordentligt omfattande verksamhet på ungerska språkhistoriens område och som språkrensare och språkkritiker. 
Bland Simonyis många arbeten kan nämnas A magyar nyelv (1899; andra upplagan 1905; på tyska Die ungarische Sprache, 1907), Tüzetes magyar nyelvtan (1895), Magyar nyelvtörténeti szotár (tre band, 1890–93, tillsammans med Gábor Szarvas). Simonyi redigerade sedan 1896 den av Szarvas 1872 uppsatta språkvetenskapliga tidskriften "Magyar Nyelvőr" (Den ungerska språkväktaren).